# Titina Silá

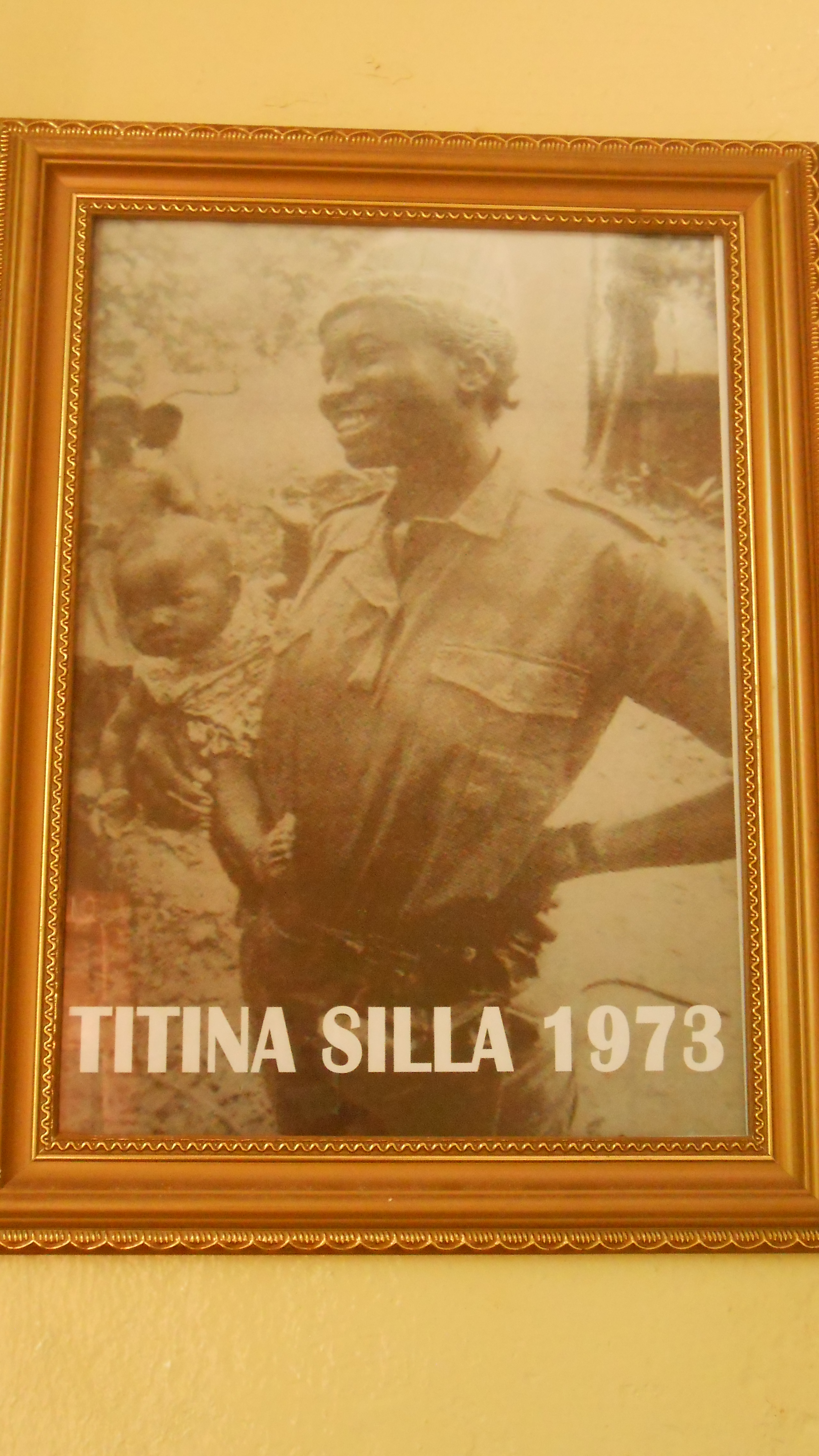
Bild der Titina Silá (Silla) im Militärmuseum von Bissau (Museu Militar da Luta de Libertação Nacional), in der Festung Fortaleza de São José de Amura untergebracht

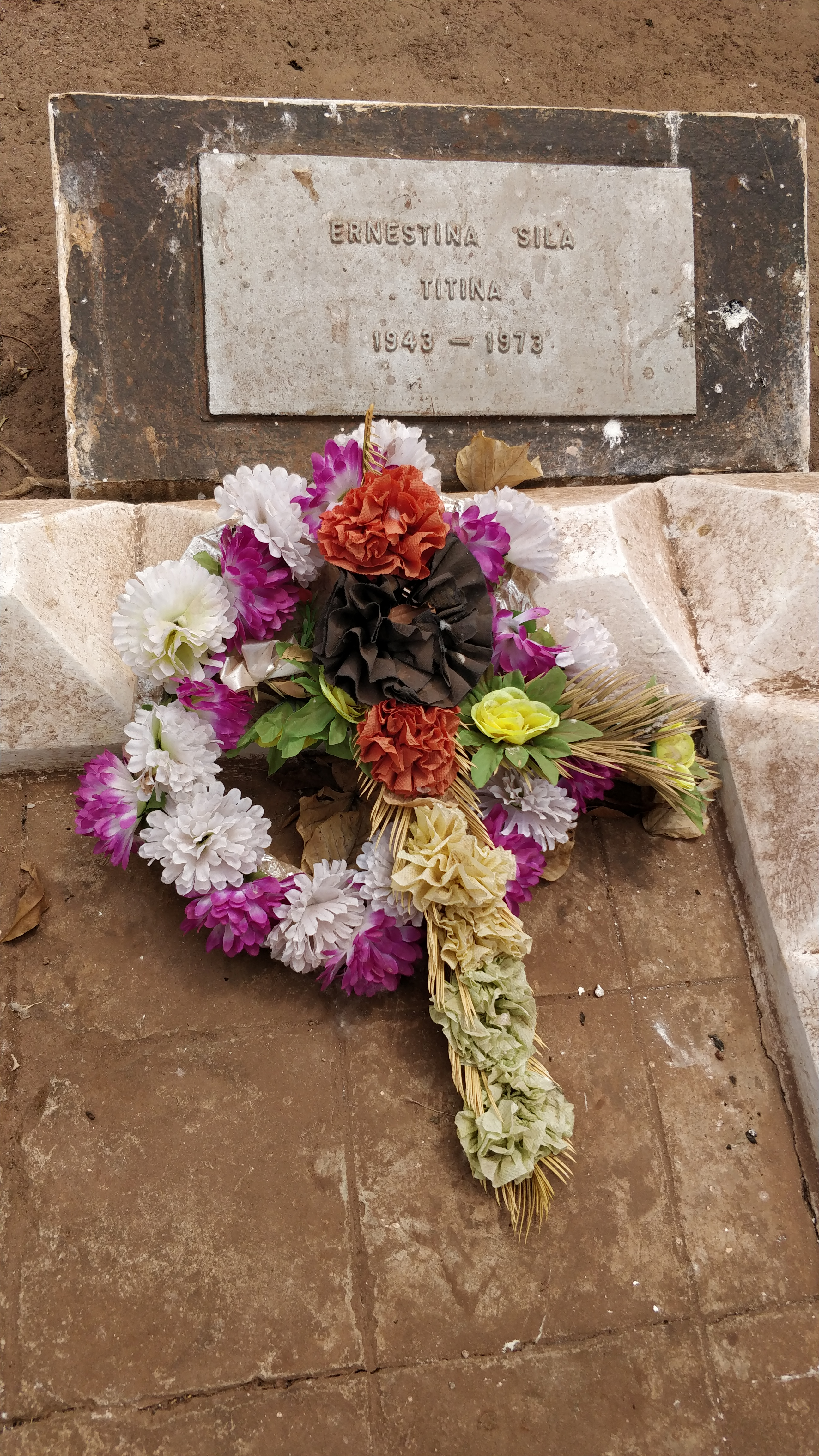
Grab für Titina Silá am Denkmal der Heldinnen und Helden in Bissau

Ernestina Silá, besser bekannt als Titina Silá oder auch Titina Silla (* 1943 in Cadique Betna, Region Tombali, Portugiesisch-Guinea; † 30. Januar 1973 am Fluss Farim/Cacheu in der Region Oio, Portugiesisch-Guinea) war eine guinea-bissauische Widerstandskämpferin der PAIGC. Der Todestag Silás, der 30. Januar, wird bis heute als „Nationaler Tag der guinea-bissauischen Frau“ (Dia Nacional da Mulher guineense) gefeiert.

## Leben
Silá wurde 1943 im Ort Cadique Betna in der südlichen Region Tombali der portugiesischen Kolonie Guinea-Bissaus geboren. Bereits in jungen Jahren (um 1962) verließ Silá ihr Heimatdorf, um sich der guinea-bissauischen Befreiungsbewegung PAIGC anzuschließen. Die Partei schickte Silá in den Norden Guinea-Bissaus, um sich dort für die Gesundheit der verbliebenen Bevölkerung einzusetzen. 1963 besuchte Silá für kurze Zeit die Sowjetunion, um dort ein „politisches Praktikum“ gemeinsam mit der Mitstreiterin Teodora Gomes zu absolvieren. 1964 hatte sie einen weiteren Aufenthalt in Kiew in der Sowjetunion, um sich zur Krankenschwester ausbilden zu lassen. Laut der Geschichtsschreibung der PAIGC stieg Silá schnell innerhalb der Partei auf und erlangte breite Bekanntheit. Sie übernahm unter anderem die Aufgaben der politischen Kommissarin in der nördlichen Gegend um Sará-Candjambari und war ab 1970 Mitglied im „obersten Kampfrat“ der PAIGC (Comité Superior da Luta).
Neben ihrem politischen Engagement war Silá auch privat mit einem hochrangigen PAIGC-Mitglied liiert, Manuel N'Digna. Beide hatten zwei Kinder, wovon eines 1972 starb.
Nach der Ermordung des PAIGC-Vorsitzenden Amílcar Cabrals am 20. Januar 1973 in der guineischen Hauptstadt Conakry begab sich Silá gemeinsam mit anderen Mitstreitern vom Norden Guinea-Bissaus zur Trauerfeier in Conakry. Auf dem Weg dorthin wurde sie am 30. Januar 1973 in Farim an der Querung des Flusses Cacheu von portugiesischen Soldaten getötet.
Bis heute wird Titina Silá als Märtyrerin des guinea-bissauischen Befreiungskampfes verehrt. Nach der Unabhängigkeit Guinea-Bissaus wurden ihre sterblichen Überreste ins Militärmuseum in der Hauptstadt Bissau überführt. Auch wurden ihr zu Ehren ein Denkmal in Farim am Cacheu-Fluss errichtet und ihr Todestag wird seit der Unabhängigkeit heute als „Nationaler Tag der guinea-bissauischen Frau“ (Dia Nacional da Mulher guineense) gefeiert.